# شهر (کتاب وبر)
شهر (به انگلیسی: The City) در ایران مشهور به شهر در گذر زمان توسط ماکس وبر (۲۱ آوریل ۱۸۶۴–۱۴ ژوئن ۱۹۲۰) جامعه‌شناس، تاریخدان، حقوقدان، اقتصاددان و استاد اقتصاد سیاسی آلمانی نوشته سده است. یکسال پس از مرگش در سال ۱۹۲۱ منتشر شد. در سال ۱۹۲۴ در کتاب بزرگتر اقتصاد و جامعه گنجانده شد. ترجمه انگلیسی آن در سال ۱۹۵۸ انجام شد و از آن زمان تاکنون چندین نسخه منتشر شده‌است.
این احتمال وجود دارد که وبر آن پژوهش را در سال های ۱۹۱۳-۱۹۱۱ گردآوری کرده باشد، اگرچه حاوی مطالبی است که پیش از آن زمان دریافته است.
تجزیه و تحلیل شهر شامل بسیاری از موضوعات مختلف از جمله مطالعه مذهب (به ویژه پروتستانیسم)، تاریخ توسعه دموکراسی در غرب اروپا است.
وبر این را استدلال می کند:
توسعه شهرها در اروپا فرهنگ (غربی شهرهای اروپایی) به عنوان یک خود مختار انجمن با شهرداری مقامات تحت تأثیر عواملی مانند:
- دین مسیحیت
- موقعیت ممتاز حقوقی شهروندها (بر اساس تعهد شهروندی برای خدمت سربازی)
- کاهش تحریم‌های مذهبی همبستگی  خویشاوندی که ایجاد جامعه شهری واحد را تسهیل کرد.

این باعث شد تا جمعیت شهر به راحتی تحت تأثیر ایده‌های بعدی اصلاح طلبان قرار گیرند.
به قول خود وبر:
منشأ اخلاق عقلانی و باطنی در غرب با ظهور اندیشمندان و پیامبرانی مرتبط است که در بستری اجتماعی بیگانه با فرهنگ‌های آسیایی رشد کردند. این زمینه شامل مسایل سیاسی ناشی از وضعیت بورژوازی شهر بود که بدون آن یهودیت، مسیحیت و توسعه تفکر هلنیستی قابل تصور نیست.